# Exit. Nowa sztuka w Polsce
EXIT. Nowa sztuka w Polsce – kwartalnik artystyczny, który ukazywał się w latach 1990–2014. Redagowany był przez Jacka Werbanowskiego (redaktor naczelny) oraz Bronisławę Słoninę (sekretarz redakcji). Oprawę graficzną stworzył Maciej Kałkus. Pismo, tłumaczone na język angielski, do dziś pozostaje nieocenionym źródłem informacji o sztuce przełomu wieków. Łącznie wyszło 100 numerów kwartalnika.
W początkowym okresie kwartalnik istniał jako poszerzenie form aktywności warszawskiej Galerii Promocyjnej przy Staromiejskim Domu Kultury. Z czasem zaczął funkcjonować jako samodzielny byt medialny. Początkowo wydawany i subsydiowany przez Staromiejski Dom Kultury, później przez Fundację EXIT. Na łamach EXIT pojawiło się około 700 autorów – zarówno znanych i doświadczonych krytyków, jak też niedawnych absolwentów wyższych uczelni. Podstawowym zadaniem pisma było towarzyszenie polskiej, współczesnej scenie artystycznej, we wszystkich jej barwach i odsłonach. Rola ta sprowadzała się głównie do rejestrowania i dokumentowania zjawisk i wydarzeń w polu polskiej sztuki współczesnej.
Wyrazem preferencji artystycznych pisma była wręczana co roku Nagroda EXIT, której laureatami byli m.in. Eugeniusz Markowski, Wojciech Prażmowski, Jerzy Truszkowski, Mariusz Woszczyński, Leszek Golec & Tatiana Czekalska, Marek Sułek, Jarosław Modzelewski, Józef Robakowski, Piotr Wachowski, Krzysztof M. Bednarski, Aleksandra Waliszewska. Nagroda miała charakter symboliczny, a jej wyrazem była statuetka autorstwa Sylwestra Ambroziaka oraz wystawa laureata, organizowana w Galerii Promocyjnej.